# Fokker F29

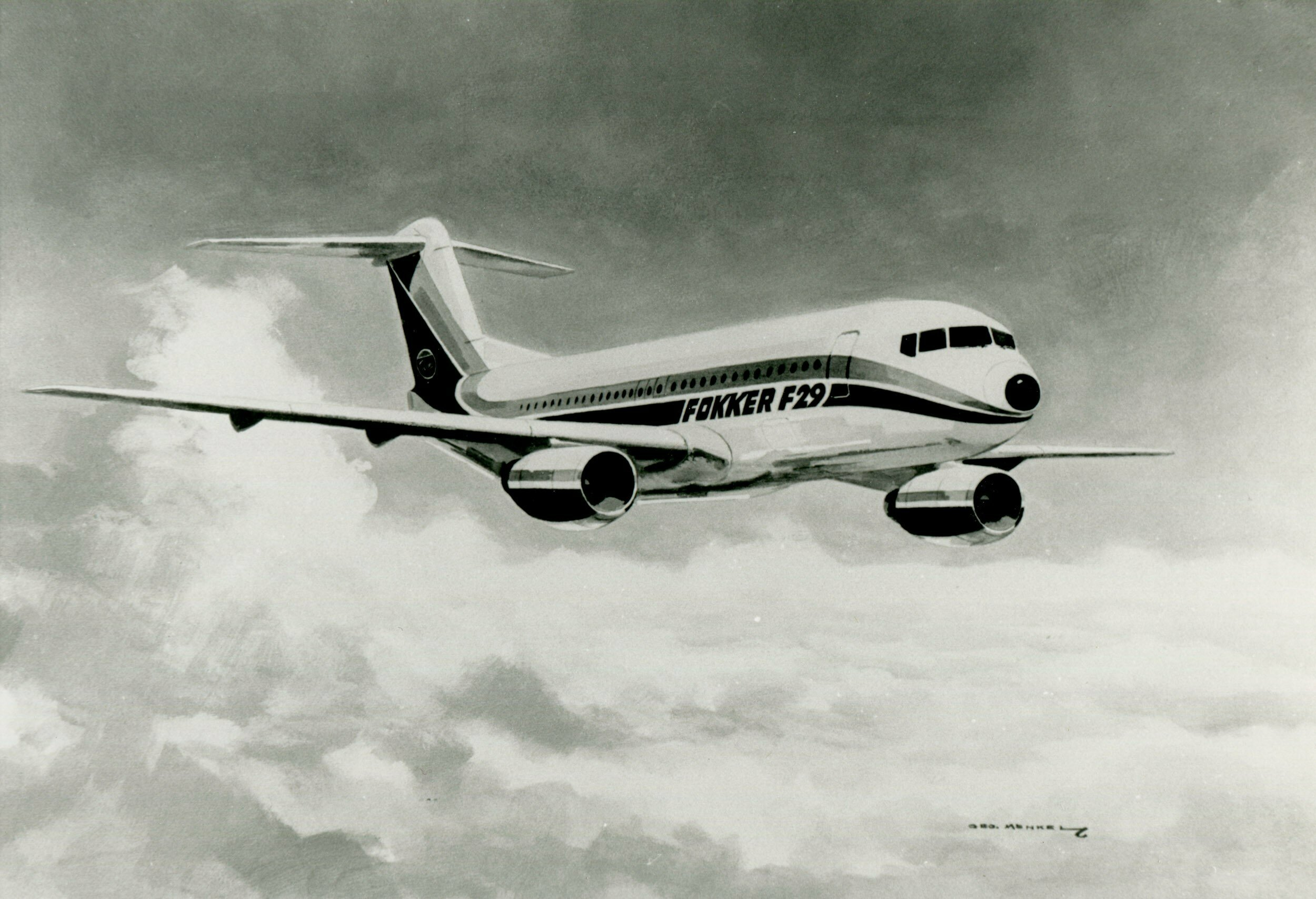
Image promotionnelle diffusée par Fokker.

Le Fokker F29 était un projet d'avion de ligne biréacteur, moyen-courrier, proposé par l'avionneur néerlandais Fokker vers 1980. Faute de clients et de partenaires, le projet est abandonné avant la construction d'un prototype.

## Contexte
Le projet est présenté publiquement en 1979 avec l'annonce d'un premier vol pour 1983. Fokker espère s'imposer sur le marché du remplacement des avions de ligne court et moyen-courrier à réaction de la première génération : les nombreux Boeing 727, Boeing 737-100 et -200, Douglas DC-9, Hawker Siddeley Trident, Sud-Aviation SE 210 Caravelle et BAC 1-11 arrivant à la fin de leur durée de vie commerciale,.

## Description
Tel que présenté, le F29 est un biréacteur, propulsé par deux CFM56 ou deux RJ500 sous les ailes et un empennage en T. Sa capacité est d'environ 150 places (une version allongée aurait suivi).

## Abandon
Le marché est concurrentiel. Boeing développe une deuxième génération de 737. Le British Aerospace 146 est aussi positionné sur un segment de marché très proche. Fokker tente de s'associer avec Airbus mais celui-ci préfère développer son propre Airbus A320 de dimensions équivalentes. Une association avec McDonnell Douglas est aussi envisagée avec un projet conjoint appelé MDF100. En 1982, le projet est abandonné.